# Giuseppe Avondo Bodino
Giuseppe Avondo Bodino (Villa del Bosco, 13 luglio 1920 – Milano, 2 aprile 1982) è stato un matematico italiano.

## Biografia
Si laureò in Matematica nel 1948. Entrò nell'insegnamento universitario nel 1970 a Torino. La sua produzione scientifica, di oltre 45 opere, è incentrata sulla statistica.
A lui è dedicato l'Istituto di Matematica e Statistica dell'Università di Ancona. Le ultime pubblicazioni furono edite in lingua inglese negli Stati Uniti.

## Pubblicazioni
- (con Francesco Brambilla), Teorie delle code, Ed. Cisalpino, 1959
- I processi stocastici in statistica, Premiata tipografia successori f.lli Fusi, 1960
- Applicazioni economiche della teoria dei grafi, Università Luigi Bocconi, Centro per La Ricerca Operativa, 1960
- Economic applications of the theory of graphs, Blackie & Son Limited, 1962
- Lezioni di calcolo delle probabilità, La Goliardica, 1963
- Elementi di calcolo delle probabilità, Zanichelli, 1967
- Argomenti di matematica pura ed applicata: Lezioni tenute alla Facoltà di economia e commercio dell'Università di Torino nell'anno accademico 1969-70, Giappichelli, 1970
- Moderni procedimenti matematici per la ricerca operativa, Etas Libri, 1976
- Appunti di matematica generale 1980
- (con Angelo Guerraggio), Lezioni di matematica generale, Giappichelli, 1983
- Descartes and his school di Kuno Fischer (collaborazione) 1992
- Economic applications of the theory of graphs, Gordon and Breach, Science Publishers, 1992

### Contributi minori
- Sulla legge forte dei grandi numeri. Una condizione sufficiente di convergenza. (Quaderni dell'Istituto di Matematica Finanziaria Torino) 1973
- La valutazione finanziaria sotto incertezza (Quaderni dell'Istituto di Matematica Finanziaria Torino) 1974
- Un'osservazione a proposito dell'introduzione del ristorno della assicurazione R.C.A, 1965.
- Sul comportamento ottimale dell'assicurato che utilizza la clausola di ristorno nell'assicurazione R.C.A. (Giornale dell'Istituto Italiano degli Attuari) 1966